# Mehdi Hmili
Mehdi Hmili (en àrab مهدي هميلي) és un cineasta de Tunísia. És més conegut com a director de curtmetratges i llargmetratges aclamats per la crítica Thala My Love, The Night of Badr i Li-La.

## Vida personal
Va néixer i es va criar a Tunis, Tunísia. Després de llicenciar-se en direcció i guió a la Universitat Manouba de Tunis, es va traslladar a França per continuar estudis.

## Carrera
Durant la seva vida a França, es va graduar a l'Escola de Cinema de París. Després de graduar-se, va dirigir el seu curtmetratge de soltera X-Moment el 2009 i després Li-La el 2011. Aquest drama en blanc i negre gira al voltant de la dificultat d'estimar. Després de l'èxit de crítica, va dirigir el seu segon curt The Night Of Badr, un altre drama en blanc i negre sobre un vell poeta homosexual. La pel·lícula es va projectar el març de 2012.
El 2014, va treballar com a director de fotografia del curt documental Offside. Després, el 2016, va fer el seu primer llargmetratge Thala Mon Amour. La pel·lícula es va centrar al poble de Thala durant la revolució tunisiana. La pel·lícula es va estrenar més tard a finals de 2014 a França i Tunísia. A part de fer cinema, també és un poeta popular a Tunísia on va fer poemes contra el règim de Ben Ali. També va fer dues pel·lícules de 16 mm, Instant Guilty i The Graduate .

## Filmografia
| Any  | Pel·lícula        | Paper                      | Gènere          | Ref. |
| ---- | ----------------- | -------------------------- | --------------- | ---- |
| 2009 | X-Moment          | Director, escriptor, actor | Curtmetratge    |      |
| 2010 | Li-La             | Director, escriptor, actor | Curtmetratge    |      |
| 2012 | The Night of Badr | Director, escriptor        | Curtmetratge    |      |
| 2014 | Fora de joc       | Director de fotografia     | Curt documental |      |
| 2016 | Thala My Love     | Director, escriptor        | Pel·lícula      |      |
| 2017 | Aya               | Productor                  | Curtmetratge    |      |